# Церковь Святого Иосифа Обручника (Орша)

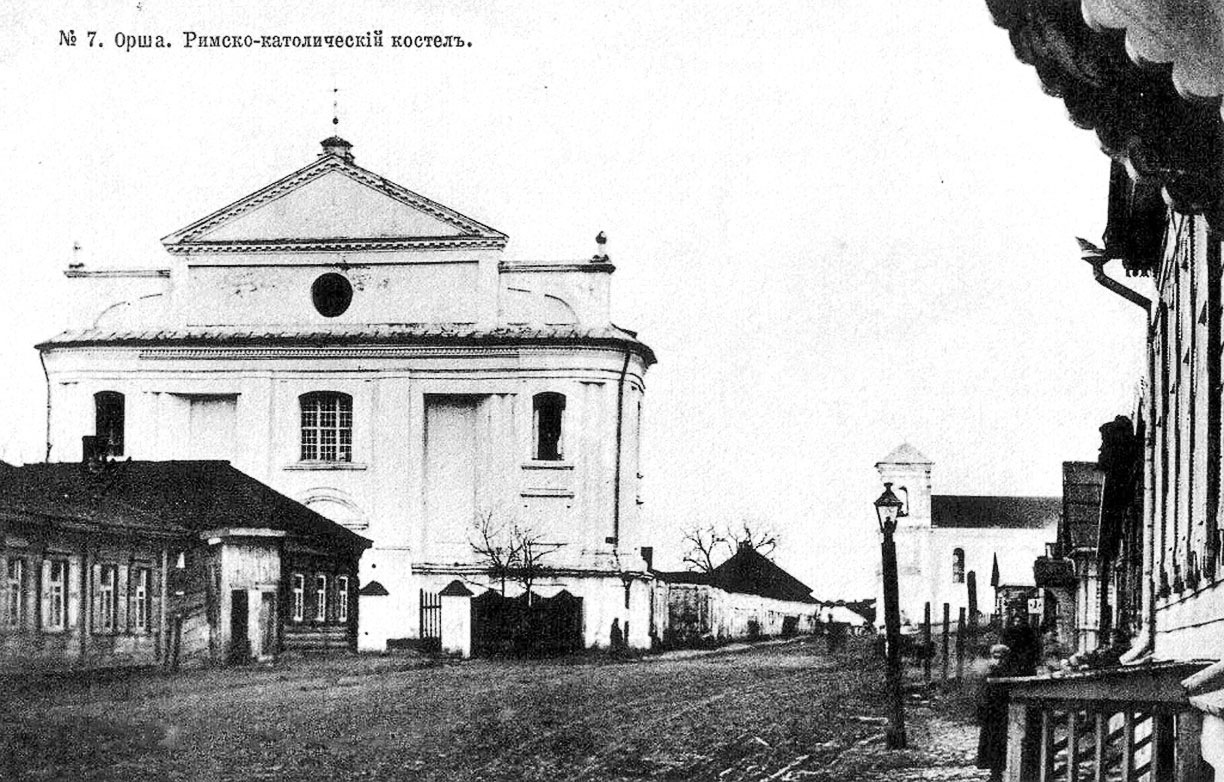
Вид храма в 1914 году

Церковь Святого Иосифа Обручника (бел. Касцёл Святога Юзафа Абручніка) — католический храм в городе Орша, Белоруссия. Относится к Оршанскому деканату Витебского диоцеза. Памятник архитектуры, сочетает элементы барокко и классицизма, построен в 1780—1808 годах.

## История
Исторически церковь св. Иосифа принадлежала монастырю доминиканцев. В 1649 году при доминиканском монастыре в Орше была построена деревянная церковь, а в 1780—1808 годах на её месте было построенное современное каменное здание храма. Монастырь действовал до 1845 г., при нем имелся госпиталь на 10 коек, от монастырских строений до нашего времени ничего не сохранилось, однако церковь продолжала действовать как приходская.
Храм был закрыт в 1937 году, в нём был открыт Дом культуры Строителей. В 1950-е гг. здание церкви реконструирован под Дом культуры. Монастырский корпус не сохранился.В 1989 году храм вернули Католической церкви, после реставрации он был переосвящён.

## Архитектура
Храм св. Иосифа Обручника — трёхнефная базилика. Ранее фасад был украшен двумя башнями, но они были разобраны в 1870 году. Фасад разделён на три части глубокими прямоугольными нишами и завершён прямоугольным двухъярусным аттиком. Над аттиком ранее располагался треугольный фронтон, также не сохранившийся до наших дней.
Храм включён в Государственный список историко-культурных ценностей Республики Беларусь.